# BC Alsdorf
Der BC Alsdorf (offiziell: Billard-Club Alsdorf) ist ein 1975 gegründeter Billardverein aus Alsdorf.

## Geschichte
Der BC Alsdorf wurde 1975 gegründet. 1983 und 1985 erreichte er beim deutschen 8-Ball-Pokal den vierten Platz. Drei Jahre später wurde er deutscher Meister im 14/1 endlos.
Nachdem der Verein 2010 und 2011 in der Oberliga Siebter geworden war, erreichte er 2012 den ersten Platz und stieg somit in die Regionalliga auf. Mit dem achten Platz in der Saison 2012/13 folgte jedoch der Abstieg in die Oberliga, in der die Alsdorfer 2014 Vierter wurden und 2015 mit dem ersten Platz die Rückkehr in die Regionalliga schafften. In der Saison 2015/16 stieg man als Siebtplatzierter in die Oberliga ab.
Die zweite Mannschaft des BC Alsdorf stieg 2011 als Meister der Verbandsliga in die Oberliga auf. Nach zwei zehnten Plätzen folgte 2013 der Abstieg in die Verbandsliga. Dort schaffte sie in der Saison 2013/14 mit nur einer Niederlage als Erstplatzierter die Rückkehr in die Oberliga, aus der sie jedoch in der folgenden Spielzeit als Neunter wieder abstieg. In der Saison 2015/16 erreichte die Mannschaft mit dem ersten Platz in der Verbandsliga den direkten Wiederaufstieg.
Thomas Engert wurde 1987 und 1988, als Spieler des BC Alsdorf, jeweils Vizeeuropameister im Einzel und Europameister mit der Nationalmannschaft. Fritz Lips wurde 1994 als Spieler des BC Alsdorf deutscher Meister im Senioreneinzel. 2009 wurde mit Janine Schwan erstmals eine Spielerin des BC Alsdorf deutsche Meisterin im Dameneinzel.

## Platzierungen seit 2006
| Erste Mannschaft | Erste Mannschaft        | Erste Mannschaft |
| Saison           | Liga (Spielklasse)      | Platz            |
| ---------------- | ----------------------- | ---------------- |
| 2006/07          | nicht bekannt           |                  |
| 2007/08          | PBVRW-Oberliga Nord (4) | 6                |
| 2008/09          | PBVRW-Oberliga Nord (4) | 5                |
| 2009/10          | BLMR-Oberliga (4)       | 7                |
| 2010/11          | BLMR-Oberliga (4)       | 7                |
| 2011/12          | BLMR-Oberliga (4)       | 1                |
| 2012/13          | Regionalliga West (3)   | 8                |
| 2013/14          | BLMR-Oberliga (4)       | 4                |
| 2014/15          | BLMR-Oberliga (4)       | 1                |
| 2015/16          | Regionalliga West (3)   | 7                |
| 2016/17          | BLMR-Oberliga (4)       | 7                |
| 2017/18          | BLMR-Oberliga (4)       | 1                |
| 2018/19          | Regionalliga West (3)   | 4                |

| Zweite Mannschaft | Zweite Mannschaft        | Zweite Mannschaft |
| Saison            | Liga (Spielklasse)       | Platz             |
| ----------------- | ------------------------ | ----------------- |
| 2006/07           | PBVRW-Verbandsliga A (5) | 6                 |
| 2007/08           | PBVRW-Verbandsliga B (5) | 3                 |
| 2008/09           | PBVRW-Verbandsliga B (5) | 4                 |
| 2009/10           | PBVRW-Verbandsliga A (5) | 2                 |
| 2010/11           | PBVRW-Verbandsliga B (5) | 1                 |
| 2011/12           | BLMR-Oberliga (4)        | 10                |
| 2012/13           | BLMR-Oberliga (4)        | 10                |
| 2013/14           | PBVRW-Verbandsliga (5)   | 1                 |
| 2014/15           | BLMR-Oberliga (4)        | 9                 |
| 2015/16           | PBVRW-Verbandsliga (5)   | 1                 |
| 2016/17           | BLMR-Oberliga (4)        | 5                 |
| 2017/18           | BLMR-Oberliga (4)        | 10                |
| 2018/19           | PBVRW-Verbandsliga (5)   | 2                 |

## Aktuelle und ehemalige Spieler
(Auswahl)
| - Dirk Bastin - Uwe Bastin - Juliane Delling - Thomas Engert - Jürgen Fecho - Sandra Graw - Detlef Heinemann | - Udo Kaschek - Klara Lensing Europameisterin - Fritz Lips - Daniel Rodriguez - Sascha Schlagloth - Florian Scholl - Janine Schwan | - Ralf Souquet - Miriam Steiner - Jeff Van Swamen - Horst Vondenhoff - Stephan Waldeck - Axel Woditsch - Alexander Woditsch |